# I Want You (chanson de Martin Solveig)
Pour les articles homonymes, voir I Want You.
Singles de Martin Solveig
C'est La Vie
(2008) One 2.3 Four
(2009)
Pistes de C'est La Vie
C'est La Vie Butterfly
I Want You est une chanson du DJ et producteur de musique électronique français Martin Solveig en collaboration avec Lee Fields.

## Liste des titres
CD-Maxi
1. I Want You (Original Radio Edit) - 3 min 26 s
2. I Want You (Laidback Luke Remix) - 7 min 34 s
3. I Want You (Tepr Remix) - 4 min 53 s
4. I Want You (Original Club Mix) - 6 min 42 s

## Crédits
- Écrit, composé et réalisé par Martin Solveig pour Mixture Stereophonic
- Publié par Temps D'Avance
- Chanteur - Lee Fields
- Chœurs, instruments et programmation - Martin Solveig
- Mixé par Philippe Weiss au Studio Davout, Paris
- Masterisé par Tom Coyne à Sterling Sound, New York

## Classement par pays
| Classement (2008)                       | Meilleure position |
| --------------------------------------- | ------------------ |
| Belgique (Flandre Ultratop 50 Singles)  | 54                 |
| Belgique (Wallonie Ultratop 50 Singles) | 37                 |
| France (SNEP)                           | 59                 |
| France (SNEP Téléchargement)            | 23                 |